# Transportes Metropolitanos de Lisboa
A Transportes Metropolitanos de Lisboa, abreviadamente TML, é uma entidade gestora pública dependente da entidade intermunicipal Área Metropolitana de Lisboa encarregue de coordenar e planificar todos os transportes públicos colectivos intermunicipais dos municípios associados e os transportes públicos colectivos municipais dos municípios delegantes das suas competências municipais de Autoridade de Transportes na entidade intermunicipal e que foi fundada na sequência da sua aprovação pelo órgão deliberativo na reunião de 17 de outubro de 2018.
A TML passa a planificar as tarifas e zonas tarifárias dos distintos transportes públicos existentes nos municípios delegantes unificando-as num único cartão, formando um sistema tarifário integrado.
Qualquer município associado da entidade intermunicipal pode aderir a troco de ceder as suas competências municipais de Autoridade de Transportes à Área Metropolitana de Lisboa.

## Tarifas
A TML é o órgão encarregado de planificar as tarifas dos distintos meios de transporte intermunicipais dos municípios associados da entidade intermunicipal Área Metropolitana de Lisboa e dos meios de transporte municipais dos municípios delegantes das suas funções de Autoridade de Transportes na entidade intermunicipal, e de estabelecer diversos títulos de transporte.
A quantidade de pessoas que podem usar um mesmo título dependerá de se o cartão é multipessoal, unipessoal ou pessoal. Se é multipessoal permite múltiplas validações na estação de início da viagem, descontando-se uma viagem por cada pessoa que faça uma validação. Os unipessoais só podem ser usados por uma pessoa anonimamente. Os pessoais e os de família requerem a identificação e acreditação que corrobore que se é o beneficiário da bonificação do título.

## Municípios

### Competências municipais delegadas na entidade intermunicipal
Para além das competências próprias sobre os transportes públicos coletivos intermunicipais, alguns municípios celebraram contratos interadministrativos de delegação das suas competências próprias sobre os transportes públicos coletivos municipais na Área Metropolitana de Lisboa.
O artigo 10.º do Regime Jurídico do Serviço Público de Transporte de Passageiros (RJSPTP), aprovado pela Lei n.º 52/2015, de 9 de junho, e elaborado com base nas diretrizes europeias estabelecidas no Regulamento (CE) n.º 1370/2007, do Parlamento Europeu e do Conselho, de 23 de outubro de 2007, prevê a possibilidade de delegação de competências das autoridades de transportes noutras autoridades de transportes ou noutras entidades públicas, designadamente através da celebração de contratos interadministrativos.
| Município           | Superfície (km2) | População (habitantes) | Densidade populacional (habitantes/km2) | Competências municipais próprias de Autoridade de Transportes |
| ------------------- | ---------------- | ---------------------- | --------------------------------------- | ------------------------------------------------------------- |
| Alcochete           | 128,50           | 18,733                 | 136,9                                   | Delegadas na AML                                              |
| Almada              | 70,20            | 169,914                | 2478,7                                  | Delegadas na AML                                              |
| Amadora             | 23,77            | 176,298                | 7361,7                                  | Delegadas na AML                                              |
| Barreiro            | 33,81            | 76,604                 | 2164,4                                  | Não delegadas na AML                                          |
| Cascais             | 99,07            | 209,869                | 2119,9                                  | Não delegadas na AML                                          |
| Lisboa              | 100,05           | 547,733                | 5474,6                                  | Não delegadas na AML                                          |
| Loures              | 167,24           | 205,054                | 1226,1                                  | Delegadas na AML                                              |
| Mafra               | 291,66           | 76,685                 | 262,9                                   | Delegadas na AML                                              |
| Moita               | 55,26            | 66,029                 | 1194,9                                  | Delegadas na AML                                              |
| Montijo             | 348,62           | 51,222                 | 146,9                                   | Delegadas na AML                                              |
| Odivelas            | 26,54            | 144,549                | 5446,5                                  | Delegadas na AML                                              |
| Oeiras              | 45,88            | 172,120                | 3751,5                                  | Delegadas na AML                                              |
| Palmela             | 462,12           | 62,831                 | 135,1                                   | Delegadas na AML                                              |
| Seixal              | 95,50            | 158,269                | 1 657,3                                 | Delegadas na AML                                              |
| Sesimbra            | 195,47           | 49,500                 | 253,2                                   | Delegadas na AML                                              |
| Setúbal             | 230,33           | 121,185                | 526,1                                   | Delegadas na AML                                              |
| Sintra              | 319,23           | 377,835                | 1 183,6                                 | Delegadas na AML                                              |
| Vila Franca de Xira | 318,19           | 136,886                | 430,2                                   | Delegadas na AML                                              |

## Identidade e marcas
Embora os diversos operadores concessionários mantenham uma gestão e uma estrutura independentes, colaboram para manter as linhas estratégicas comuns e para a vista dos utilizadores todos se apresentam comercialmente sob a mesma marca sem nenhuma distinção.
Cada um dos principais tipos de transporte tem sua própria identidade corporativa, formada por versões de cores diferentes do logótipo padrão e adicionando letras apropriadas na barra horizontal. O logótipo renderizado em azul com as letras TML representa a empresa como um todo. 

### Marca Carris Metropolitana

Logótipo da marca Carris Metropolitana, a marca única e exclusiva de todos de todos os autocarros interurbanos coordenados pela TML.

A 4 de julho de 2019 foi aprovada pelo Conselho Metropolitano de Lisboa a unificação das várias marcas de transportes rodoviários da Área Metropolitana de Lisboa sob o nome Carris Metropolitana. Esta representa assim a marca única e exclusiva para os autocarros interurbanos coordenados pela empresa Transportes Metropolitanos de Lisboa.
O seu logótipo é semelhante ao da Transportes Metropolitanos de Lisboa mas renderizado em amarelo com a inscrição Carris Metropolitana.

## Acordo de Transportes entre a AML e a CIM do Oeste
As entidades intermunicipais da Área Metropolitana de Lisboa e da Comunidade Intermunicipal do Oeste têm firmado um acordo de transportes graças ao qual os operadores que unem os municípios associados na AML com os municípios associados na CIM do Oeste têm um preço mais reduzido do que os operadores podiam estabelecer, já que na maior parte é subvencionado por ambas as entidades intermunicipais. Por ele, graças a este acordo facilita-se a comunicação e a mobilidade entre as diferentes localidades dos municípios associados na CIM do Oeste que lidam com os municípios associados na AML. Procura-se assim evitar que os habitantes das referidas localidades se vejam obrigados a emigrar para a AML, tentando evitar o despovoamento dos municípios associados na CIM do Oeste. Isto deve-se a que na prática a totalidade das pessoas que utilizam o transporte com a AML mediante o passe mensal fazem-no para trabalhar e estudar nos municípios da AML, indo e vindo no mesmo dia. Um claro exemplo da migração pendular.
Neste acordo, no caso do modo ferroviário, o serviço ferroviário Regional da linha do Oeste está incorporado ao acordo, o que representa uma redução da assinatura de linha mensal da operadora CP de 30% do preço original.
No caso do modo rodoviário, este acordo de transportes operacionaliza-se em cada uma das entidades intermunicipais:
- na CIM do Oeste aplica-se a uma assinatura de linha com uma origem e um destino definidos.
- na AML corresponde ao passe intermunicipal Navegante Metropolitano para toda a rede de transportes da AML.

| Complementar entre a AML e a CIM do Oeste | Complementar entre a AML e a CIM do Oeste                                               | Complementar entre a AML e a CIM do Oeste | Complementar entre a AML e a CIM do Oeste | Complementar entre a AML e a CIM do Oeste              | Município de origem / destino na CIM do Oeste                         | Município de origem / destino na CIM do Oeste                              |
| Complementar entre a AML e a CIM do Oeste | Complementar entre a AML e a CIM do Oeste                                               | Complementar entre a AML e a CIM do Oeste | Complementar entre a AML e a CIM do Oeste | Complementar entre a AML e a CIM do Oeste              | Alenquer Arruda dos Vinhos Sobral de Monte Agraço Torres Vedras       | Alcobaça Bombarral Cadaval Caldas da Rainha Lourinhã Nazaré Óbidos Peniche |
| ----------------------------------------- | --------------------------------------------------------------------------------------- | ----------------------------------------- | ----------------------------------------- | ------------------------------------------------------ | --------------------------------------------------------------------- | -------------------------------------------------------------------------- |
| Mensal                                    | Ferroviário (assinatura de linha)                                                       | Ferroviário (assinatura de linha)         | Ferroviário (assinatura de linha)         | Ferroviário (assinatura de linha)                      | Desconto de 30% numa assinatura de linha entre a CIM do Oeste e a AML | Desconto de 30% numa assinatura de linha entre a CIM do Oeste e a AML      |
| Mensal                                    | Rodoviário (assinatura de linha na CIM do Oeste e passe Navegante Metropolitano na AML) | Normal                                    | Normal                                    | Normal                                                 | 70,00 €                                                               | 80,00 €                                                                    |
| Mensal                                    | Rodoviário (assinatura de linha na CIM do Oeste e passe Navegante Metropolitano na AML) | Criança                                   | Criança                                   | Criança                                                | Gratuito                                                              | Gratuito                                                                   |
| Mensal                                    | Rodoviário (assinatura de linha na CIM do Oeste e passe Navegante Metropolitano na AML) | Social +                                  | Escalão A (redução de 50%)                | Escalão A (redução de 50%)                             | 35,00 €                                                               | 40,00 €                                                                    |
| Mensal                                    | Rodoviário (assinatura de linha na CIM do Oeste e passe Navegante Metropolitano na AML) | Social +                                  | Escalão B (redução de 25%)                | Escalão B (redução de 25%)                             | 52,50 €                                                               | 60,00 €                                                                    |
| Mensal                                    | Rodoviário (assinatura de linha na CIM do Oeste e passe Navegante Metropolitano na AML) | Aluno matriculado                         | 4_18@escola.tp                            | Escalão A da Ação Social Escolar (redução de 60%)      | 28,00 €                                                               | 32,00 €                                                                    |
| Mensal                                    | Rodoviário (assinatura de linha na CIM do Oeste e passe Navegante Metropolitano na AML) | Aluno matriculado                         | 4_18@escola.tp                            | Outro (redução de 25%)                                 | 52,50 €                                                               | 60,00 €                                                                    |
| Mensal                                    | Rodoviário (assinatura de linha na CIM do Oeste e passe Navegante Metropolitano na AML) | Aluno matriculado                         | sub_23@superior.tp                        | Beneficiário da da Ação Social Direta (redução de 60%) | 28,00 €                                                               | 32,00 €                                                                    |
| Mensal                                    | Rodoviário (assinatura de linha na CIM do Oeste e passe Navegante Metropolitano na AML) | Aluno matriculado                         | sub_23@superior.tp                        | Outro (redução de 25%)                                 | 52,50 €                                                               | 60,00 €                                                                    |